# Еріх фон Чермак-Зейзенегг
Еріх Чермак-Зейзенегг (англ. Erich Tschermak-Seysenegg; 1871—1962) — австрійський вчений-генетик.

## Біографія
Народився 15 листопада 1871 у Відні в сім'ї мінеролога Густава Чермака.
У 1895 році закінчив Університет Галле. Нарівні з Гуго де Фрізом і Карлом Корренсом Чермак повторно відкрив закони Менделя, але працював у цій галузі недовго. З 1950 почесний доктор Віденського університету.
Працював над схрещуванням сільськогосподарських і садових рослин. Зображений на австрійській поштовій марці 1971 року.

## Відзнаки
- Член Королівської шведської академії сільського господарства (1912)

- Почесний доктор Віденського університету (1950)

- Член Королівської Шведської Академії Фізіографії (1951)

- Почесне кільце міста Відня (1951)

- Австрійський почесний знак «За науку і мистецтво»